# Paul Temple und der Fall Westfield
Paul Temple und der Fall Westfield ist ein einteiliges Hörspiel aus der Paul-Temple-Reihe von Francis Durbridge und das dritte einer neuen Serie, die der Pidax Film- und Hörspielverlag durch HNYWOOD herstellen ließ. Das Hörspiel erschien am 14. Oktober 2022. Die gesamte Spieldauer beträgt ca. 87 Minuten.

## Handlung
1953: Auf dem Golfplatz unterhalten sich Paul Temple und Sir Graham Forbes, der Chef von Scotland Yard, über einen so genannten „Cold Case“, nachdem sie den Herzog von Westfield beim Spielen beobachteten. Etwa fünf Jahre zuvor, im Jahr 1948, hatte es einen spektakulären Raub gegeben, bei dem dem Adeligen Schmuck im Werte einer Dreiviertelmillion Pfund gestohlen wurde. Die Tat geschah, während der Herzog und seine Frau bei Freunden in Hertfordshire auf Besuch waren. Für die Polizei gab es nach der Tat keinerlei Anhaltspunkte: Es wurden keine verwertbare Spuren gefunden, obwohl es umfangreiche Ermittlungen gab. Die Beute ist auch nie mehr aufgetaucht. Ein Jahr nach dem Raub wurde ein Mann namens McCreedy festgenommen, der nach zwölf Monaten Gefängnis eines Tages dringend mit Inspektor Marlow sprechen wollte. Diesem gab er den Tipp, einen Mann namens Harry King aus Cornwall im Auge zu behalten. Dabei handelt es sich um einen lokalen, unbescholtenen und integren Lokalpolitiker, der sein ganzes Leben in Fowey verbracht hat und wohl niemals etwas vom Herzog von Westfield hörte. Er wurde von der Polizei beobachtet und untersucht, doch die Ermittlungen ergaben nichts und so wurde der Fall auf Eis gelegt.
Paul Temple beginnt sich für den ungeklärten Fall zu interessieren. Eine Woche später erhält er Besuch von Inspektor Marlow, der ihn besonders neugierig macht. Es scheint nun in dem Fall Westfield eine neue Spur zu geben. In einem Londoner Hotel in Knightsbridge wurde nämlich die Leiche eines Franzosen namens Jules Bearon gefunden. Bei dem toten Franzosen schien es sich offensichtlich um einen Hehler zu handeln, der mit gestohlenen Edelsteinen handelte. Die Todesumstände sind mysteriös. Unter den Sachen von Bearon finden sich unter anderem ein Fahrschein für eine Fähre namens „King Harry“ und ein Rezept eines Arztes namens Dr. Schumann.
Paul Temple geht der Sache nach, spricht mit dem Arzt und seiner Sprechstundenhilfe Katherine Davis und macht weitere interessante Bekanntschaften. Schließlich führen ihn die Ermittlungen nach Cornwall, wo Harry King lebt und wo es bald eine weitere Leiche gibt.
Nach umfangreichen Nachforschungen, weiteren gefährlichen Momenten und einer Verfolgungsjagd im Zug kann Temple den Fall klären.

## Produktionsstab
- Übersetzung und Beratung: Georg Pagitz
- Dramaturgie und Dialoge: Andreas Kröneck
- Sounddesign: Antonio Fernandes Lopes
- Dialogschnitt: Pascal Höpfl
- Titelmusik: Antonio Fernandes Lopes
- Organisation: Christina Lopes
- Artwork: Timo Schröder
- Produzent: Edgar Maurer

## Veröffentlichungen
Paul Temple und der Fall Westfield  ist bei Pidax auf CD erschienen (GTIN/EAN 4260696730636). Außerdem ist bei allen gängigen Streamingplattformen zu hören. Der Originaltext von Francis Durbridge ist 2022 in Buchform in dem Buch Zwei Fälle für Paul Temple bei Williams and Whiting erschienen. Dieses Buch enthält auch zahlreiche Hintergrundinfos über die deutsche Hörspielproduktion sowie exemplarische Auszüge aus dem Hörspielbuch samt dramaturgischer Änderungen.
Am 19. März 2024 wurde das Hörspiel in die ARD-Mediathek aufgenommen und ist dort als Zweiteiler zu hören. Teil 1 dauert 41 Minuten und Teil 2 dauert 48 Minuten.
Bremen zwei strahlte Paul Temple und der Fall Westfield als Zweiteiler aus. Teil 1 war am 11. August 2024 um 18:00 Uhr zu hören, Teil 2 am 12. August 2024 um 21.05 Uhr.